# Callocythere
Callocythere is een geslacht van kreeftachtigen uit de klasse van de Ostracoda (mosselkreeftjes).

## Soort
- Callocythere multireticulatum Whatley, Moguilevsky, Ramos & Coxill, 1998